# Coda alla vaccinara
Coda alla vaccinara  es un guiso de rabo de toro en la cocina romana moderna que incluye varias verduras, en particular el apio. La cola se considera despojo, apodada en Roma 'el quinto cuarto'.

## Preparación
El rabo de toro se sancocha y luego se cuece a fuego lento con grandes cantidades de apio (típicamente 1,5 kilo de apio por cada kilo de rabo), zanahorias y hierbas aromáticas. Se agregan tomates y vino tinto, y luego la mezcla se cocina con un soffritto de cebollas, ajo, prosciutto, panceta y algunos otros ingredientes. Durante la fase final de la cocción, se pone en la olla un ramillete de hojas de laurel, tallos de apio y clavo de olor para darle sabor. Se cocina hasta que la carne se separe fácilmente de los huesos. Se sazona con canela, nuez moscada y pimienta negra y se adorna con piñones.
El rabo generalmente se prepara para tener un sabor agridulce, generalmente con pasas o, a veces, fruta confitada o una pequeña cantidad de chocolate agridulce rallado. El rabo generalmente se prepara con anticipación y se recalienta. Las sobras se pueden utilizar como salsa para rigatoni, que luego se denomina rigatoni al sugo di coda.